# Jacques Follorou
 (mai 2021).
Jacques Follorou, né le 11 novembre 1967 à Paris, est un journaliste d'investigation français du quotidien Le Monde et auteur d'une dizaine d'ouvrages.

## Biographie
Ancien élève du Centre de formation des journalistes (promotion 1991), Jacques Follorou a commencé sa carrière, en 1993, en travaillant, en qualité de pigiste, pour Le Canard enchaîné et sa publication trimestrielle, les dossiers du Canard enchaîné. Il contribue, notamment, à la publication d'informations, en 1994 et 1995, sur le patrimoine immobilier de Jacques Chirac, d'Alain Juppé et de Jean Tiberi ainsi que sur la politique d'attribution discrétionnaire d'appartements de la ville de Paris. Début 1996, il découvre la problématique corse en participant au dossier du Canard enchaîné consacré à cette île alors plongée en pleine guerre fratricide entre groupes nationalistes.
En 1996, il est embauché au quotidien Le Monde et intègre le service informations-générales où il travaille sur les affaires judiciaires, notamment celles relatives au financement des partis politiques et aux faits de corruption internationale. Il sera, notamment, à l'origine des informations publiées sur l'affaire dite « des lycées de la région Ile-de-France » dont le vaste programme de construction a permis aux principales formations politiques françaises de se financer illégalement pendant dix ans ainsi que sur l'affaire des détournements de fonds de la Mutuelle nationale des étudiants de France (MNEF) et sur les dérives financières du Crédit Lyonnais.
Le 6 février 1998, après l'assassinat, à Ajaccio, du préfet Claude Érignac, il est également chargé de suivre pour Le Monde le terrorisme corse, l'enquête Érignac puis la dérive, en 1999, de son successeur, le préfet Bernard Bonnet. À partir de 2000, il étend ses investigations vers le pouvoir criminel insulaire et son emprise sur l'économie et la démocratie locales, travail qu'il poursuit toujours aujourd'hui en s'efforçant de définir la spécificité du phénomène mafieux corse. Fin 2001, après les attentats du 11 septembre perpétrés aux États-Unis, à New York et à Washington, il élargit son travail d'enquête aux questions du financement du terrorisme et plus largement, au sein du service économie du Monde, à l'investigation financière. Début 2008, il intègre le service international du Monde où il couvre, notamment, l'Afghanistan et le Pakistan et se spécialise sur les questions liées au terrorisme et à l'espionnage.
En 2013, il devient l'interlocuteur exclusif, en France, de l'avocat et activiste américain Glenn Greenwald à qui Edward Snowden, l'ex-contractuel de l'Agence nationale de sécurité (NSA), a confié ses archives. C'est le début d'un dialogue direct avec le lanceur d'alerte américain et l'amorce d'une enquête sur le système de surveillance créé par la France et demeuré inconnu jusqu'aux révélations du Monde, entre 2013 et 2015, qui sont confirmées par le président de la République, François Hollande, en avril 2015.
Depuis, Jacques Follorou poursuit ses investigations sur le monde du renseignement en contribuant, notamment, aux révélations, en 2018 et 2019, sur les ingérences de l'espionnage russe en Europe. Il couvre les attaques terroristes intervenues sur le sol français et à l'étranger. Dans le même temps, il se rend, en juin 2013, au Sahel, notamment à Kidal, au Mali. Il part, en août 2014, au Kurdistan irakien et syrien afin d'y couvrir les affrontements entre Kurdes et l'État islamique (EI). En mai 2017, il effectue un séjour en Corée du Nord.
Fin 2018, il publie, chez Fayard, L'État secret, la démocratie mise à mal, qui comprend un entretien exclusif d'Edward Snowden. Ce travail montre comment, au nom de la sécurité, l'État a mis la démocratie à l'écart de la réponse au terrorisme. La thèse de l'ouvrage est de dire qu'au lieu de renforcer la protection de notre société, l'avènement d'un « droit alternatif », la militarisation des esprits, l'illusion du risque zéro et l'extension du pouvoir de l'État nous ont, au contraire, affaiblis. L'État, sans contradicteur, est enfermé dans sa puissance face à un Parlement souvent démissionnaire. L'auteur considère que la sécurité et la liberté ne s’opposent pas. Au contraire, la liberté et le débat contribuent à la sécurité.

## Affaire judiciaire
En 2025, il est mentionné dans une procédure judiciaire lancée par la Direction générale de la Sécurité intérieure (DGSI) contre d'anciens agents et un journaliste d'investigation, Alex Jordanov. Ceux-ci sont accusés d'avoir mis en danger, permis l'identification et l'exécution pour espionnage d'un agent de la France et d'Israël au sein du régime syrien de Bachar el-Assad. Cité dans le dossier et présenté comme le responsable de la mort de l'agent par ses écrits, Jacques Follorou n'est cependant pas appeler à témoigner et « ne peut donc répliquer » aux accusations portées contre lui. 

## Ouvrages
- Jacques Follorou, Corse : l'Etat bafoué, Paris, Stock, novembre 1999, 287 p. (ISBN 2-234-05185-1)
- Jacques Follorou et Vincent Nouzille, Les parrains corses : Leur histoire, leurs réseaux, leurs protections, Paris, J'ai lu, 14 avril 2004, 574 p. (ISBN 2-213-61759-7)
- Jacques Follorou, Bérégovoy, le dernier secret, Fayard, 13 mars 2008 (ISBN 978-2-213-63426-5 et 2-213-63426-2)
- Jacques Follorou et Isabelle Prévost-Desprez, Une juge à abattre, Fayard, 19 mai 2010, 280 p. (ISBN 978-2-213-64316-8 et 2-213-64316-4)
- Jacques Follorou et Philippe Legorjus (préf. Mathieu Kassovitz), Ouvéa, la République et la morale, Plon, 3 novembre 2011, 210 p. (ISBN 978-2-259-21706-4 et 2-259-21706-0)
- Jacques Follorou, La guerre des parrains corses, Flammarion, 23 janvier 2013, 348 p. (ISBN 978-2-08-125491-6 et 2-08-125491-3)
- Jacques Follorou, Démocratie sous contrôle : la victoire posthume d’Oussama Ben Laden, Paris, CNRS Éditions, 2014, 55p,  (ISBN 978-2-271-08298-5)
- Jacques Follorou, L'Etat secret, la démocratie mise à mal. Fayard, 2018, 282 pages.
- Jacques Follorou, Parrains corses, la guerre continue. Plon, 2019, 330 pages.
- Jacques Follorou, Mafia corse - Une île sous influence, Robert Laffont, 2022, 256 pages.